# Jerko Leko
Jerko Leko (* 9. April 1980 in Zagreb, SFR Jugoslawien) ist ein ehemaliger kroatischer Fußballspieler. 

## Karriere

### Vereine
Leko begann seine Karriere bei Dinamo Zagreb. 2002 verpflichtete ihn der ukrainische Verein Dynamo Kiew, mit dem er 2005 ukrainischer Pokalsieger wurde. Zur Saison 2006/07 wechselte er zur AS Monaco in die erste französische Liga. Im Sommer 2010 unterzeichnete Leko einen Vertrag beim türkischen Erstligisten Bucaspor. 2011 kehrte er zu Dinamo Zagreb zurück Dort spielte er drei Spielzeiten und wurde 2012, 2013 und 2014 mit seinem Verein kroatischer Meister. Ab 2014 verbrachte er zwei weitere Jahre beim Ligakonkurrenten Lokomotiva Zagreb, bis er 2016 seine Karriere beendete.

### Nationalmannschaft
Leko kam zwischen 2002 und 2009 in 59 Spielen für die kroatische Fußballnationalmannschaft zum Einsatz. Er gehörte auch dem kroatischen Kader bei der Weltmeisterschaft 2006 und der Europameisterschaft 2008 an.

### Erfolge
- Ukrainischer Meister: 2002/03, 2003/04
- Ukrainischer Pokalsieger: 2002/03, 2004/05, 2005/06
- Ukrainischer Supercupsieger: 2004, 2006
- Französischer Fußballpokal: Finalist 2009/10
- Kroatische Meisterschaft: 2002/03, 2011/12, 2012/13, 2013/14
- Kroatischer Pokalsieger: 2000/01, 2001/02, 2011/12
- Kroatischer Supercupsieger: 2013